# Masarykovo náměstí (Jihlava)
Masarykovo náměstí v Jihlavě je jedno z největších náměstí v Česku, podle knižních zdrojů 3. největší v celém bývalém Československu. Nachází se ve středu krajského města Jihlava a ústí do něj 12 místních ulic.

## Historie

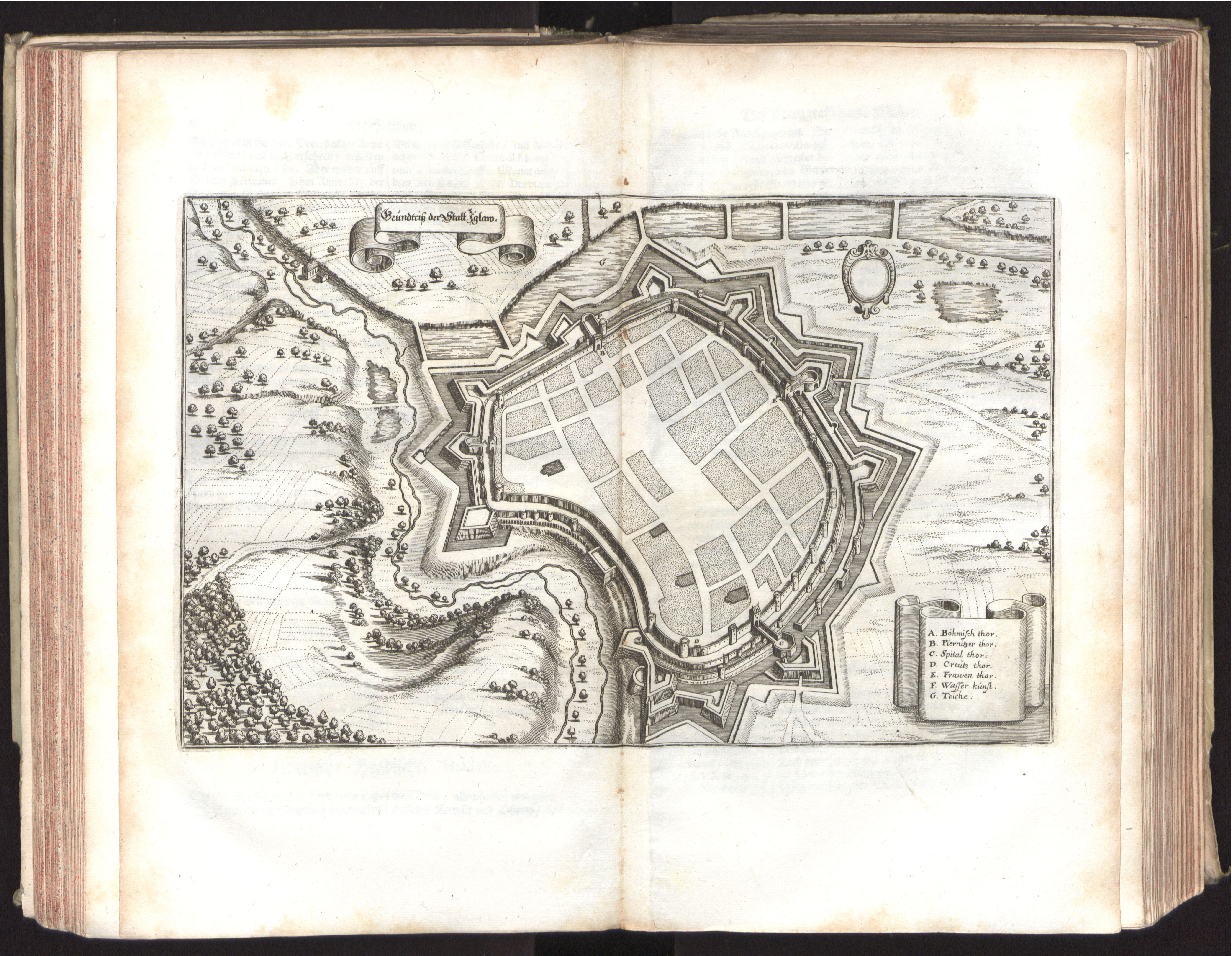
Náměstí na mapě Jihlavy z roku 1650

Většina domů původně měla gotická lomená podloubí, která zanikla při přestavbách v průběhu 14. století. V dalších staletích byly domy přestavěny v renesančním a barokním slohu a nakonec většina z nich získala klasicistní průčelí. 
Náměstí vévodí průčelí jezuitského kostel svatého Ignáce z Loyoly a přilehlé jezuitské koleje. V blízkosti kostela sv. Ignáce z Loyoly stojí velmi výrazná budova jihlavské radnice, která vznikla postupným spojením tří raně gotických domů, v 16. století byla přestavěna, v 18. století zvýšena o jedno patro a doplněna mansardovou střechou a věžičkou. Před touto radnicí také byla v roce 1436 uzavřena Basilejská kompaktáta.
Nedaleko za náměstím východním směrem se nachází kostel sv. Jakuba Většího z roku 1257 a trojici kostelů doplňuje kostel Nanebevzetí Panny Marie na západě spolu se ulicí a Bránou Matky Boží. 

## Popis

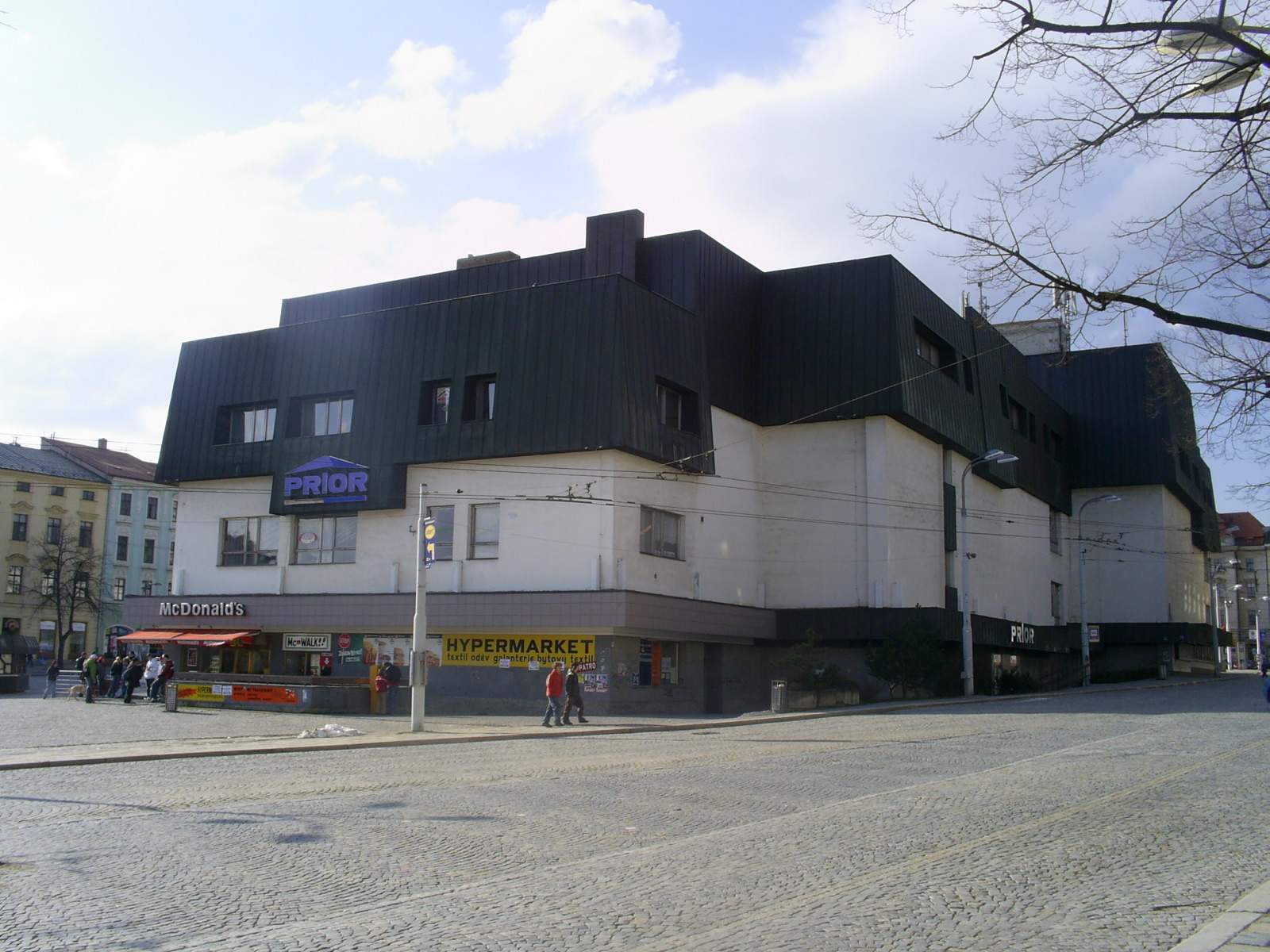
Obchodní dům Prior

Náměstí je přirozený středobod města. Každoročně se na něm koná pouť, vánoční a velikonoční trhy, a i při ostatních událostech (jako byla např. kampaň pro vstup do EU v roce 2004, dále pak různé předvolební mítinky, výstavy pod širým nebem, komerční kampaně…) je Masarykovo náměstí místem, které má potenciál oslovit nejvíce zdejších obyvatel.
Má přibližně obdélníkový tvar s délkou cca 330 m a 90 m na šířku. Je situováno na mírném svahu, takže dolní (jihozápadní) část se nachází několik metrů pod úrovní horní (severovýchodní) části náměstí s radnicí. Většina plochy náměstí je přístupná obyvatelům jako pěší zóna s několika lavičkami pro odpočinutí. Po jeho zelení lemovaném obvodu a zejména na jeho východní části, kde bylo zřízeno parkoviště, je zde možnost parkovat osobní automobily. Přibližně uprostřed horní části se nachází menší zelený „ostrůvek“ s několika stromy, nedaleko od něj je pak morový sloup a jedna ze dvou kašen. Ta druhá je situována jižně od obchodního centra. Jižní polovina náměstí je diagonálně rozdělena vozovkou zajišťující průjezd do Znojemské ulice, a je převážně využita jako parkoviště.
Na Masarykově náměstí se nachází řada významných budov. Mimo jiné zde sídlí jihlavský magistrát, Muzeum Vysočiny, budova pošty. Na náměstí také stojí mnohé banky, spořitelny a jiné finanční instituce, dále se zde nalézají různé second handy a další textilní nebo obuvnické obchody. Mezi další patří několik restaurací, síť lékáren a další různé maloobchodní provozovny. V navazující ulici Hluboká se nachází městská knihovna, nedaleko níž je i vstup do jihlavských katakomb. Na jih od náměstí se nalézá také obchodní dům City Park.
Především však uprostřed východní části náměstí stojí obchodní dům (Prior), který byl postaven roku 1983 ve stylu architektonického brutalismu, ovšem v jeho nejhorší normalizační podobě. Podle převládajících názorů nejen Jihlavanů je stylově nevhodný a hyzdí historický ráz náměstí. Na jeho místě stála kdysi řada středověkých gotických domů (špalíček) zvaná Krecl, ve kterých se, mimo jiné, nacházela tiskárna místních novin a různé obchůdky.

## Doprava

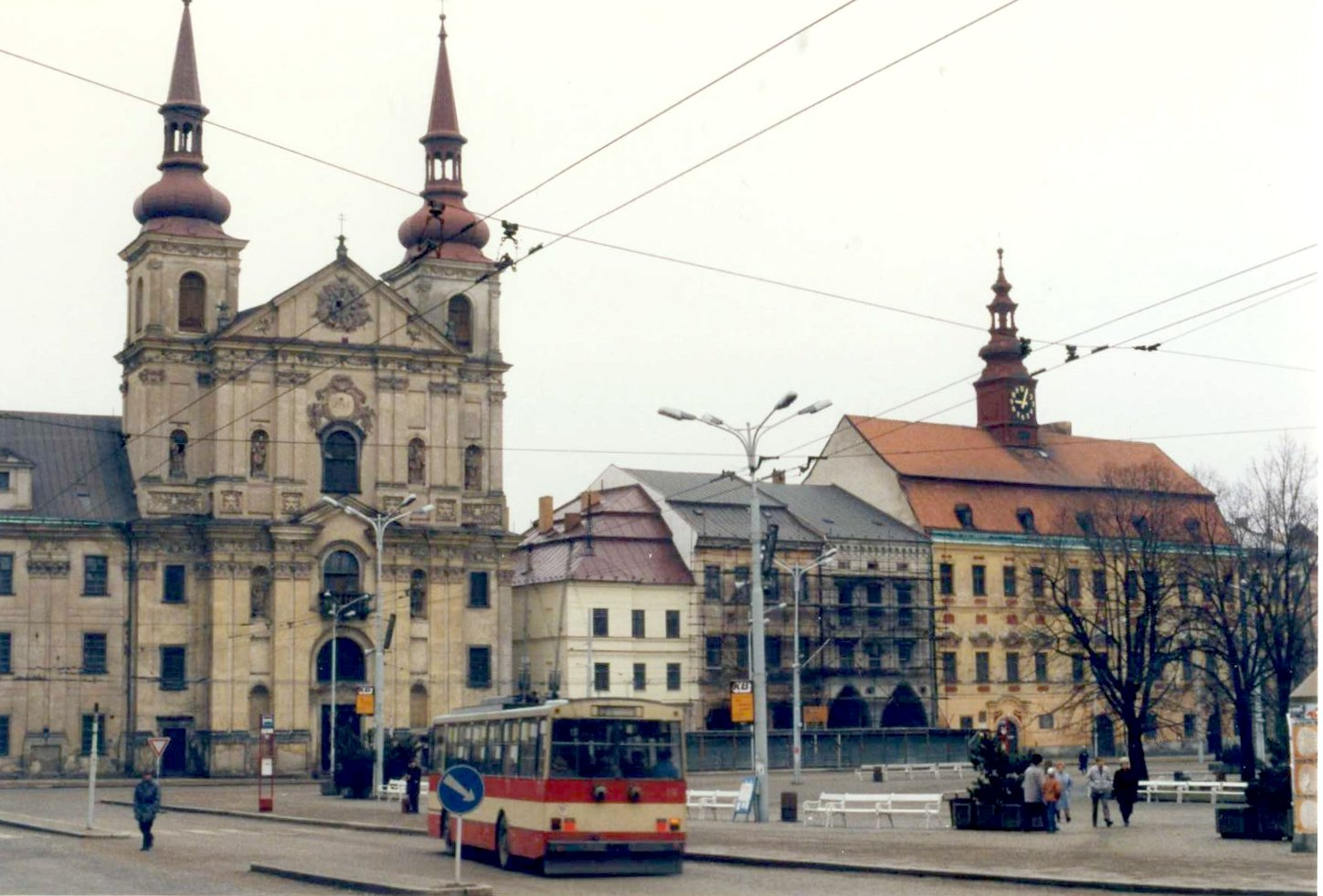
Trolejbus v horní části náměstí, 1992

Náměstí je dopravně obsluhováno všemi autobusovými a trolejbusovými linkami MHD. Jen na tomto náměstí je umístěno 6 zastávek. Meziměstská doprava se náměstí vyhýbá Hradební ulicí. Nově byla ustanovena vyhláška o omezení jízdy přes náměstí v denních hodinách.

## Název
Název největšího jihlavského náměstí prošel velkým vývojem. Za dob Rakouska-Uherska se jmenoval po tehdejším císaři Františku Josefu I. V roce 1924 došlo k přejmenování po tehdejším prezidentovi Československa, Tomášovi Garrigue Masarykovi. V březnu 1939 po nacistické okupaci náměstí neslo označení Adolf Hitler Platz, konec druhé světové války s sebou přinesl i návrat k názvu Masarykovo náměstí. Po nástupu komunistů k moci se náměstí v roce 1955 přejmenovalo na náměstí Míru. Od roku 1990 nese opět pojmenování Masarykovo náměstí.

## Galerie

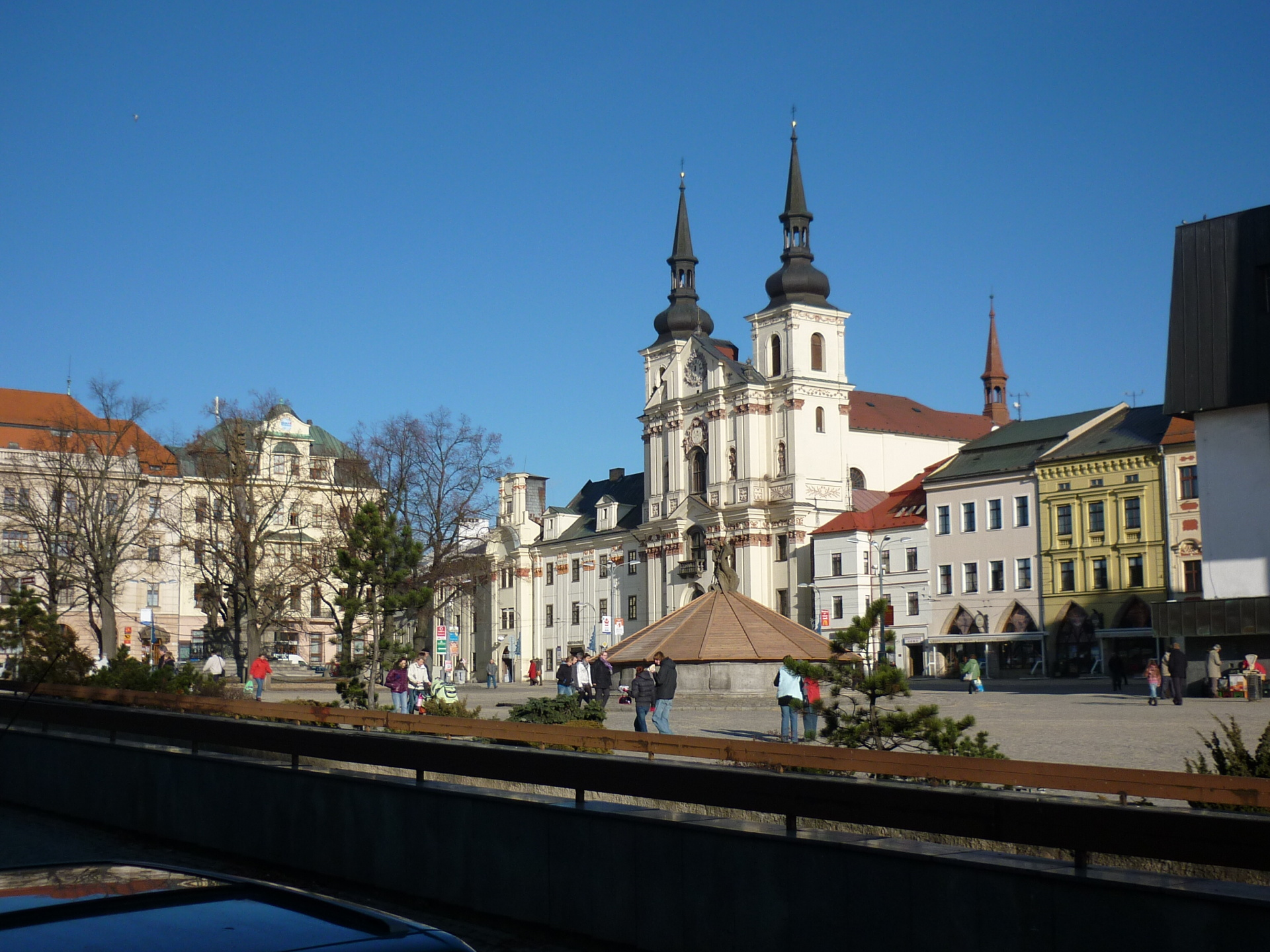
Pohled na západní stranu Masarykova náměstí
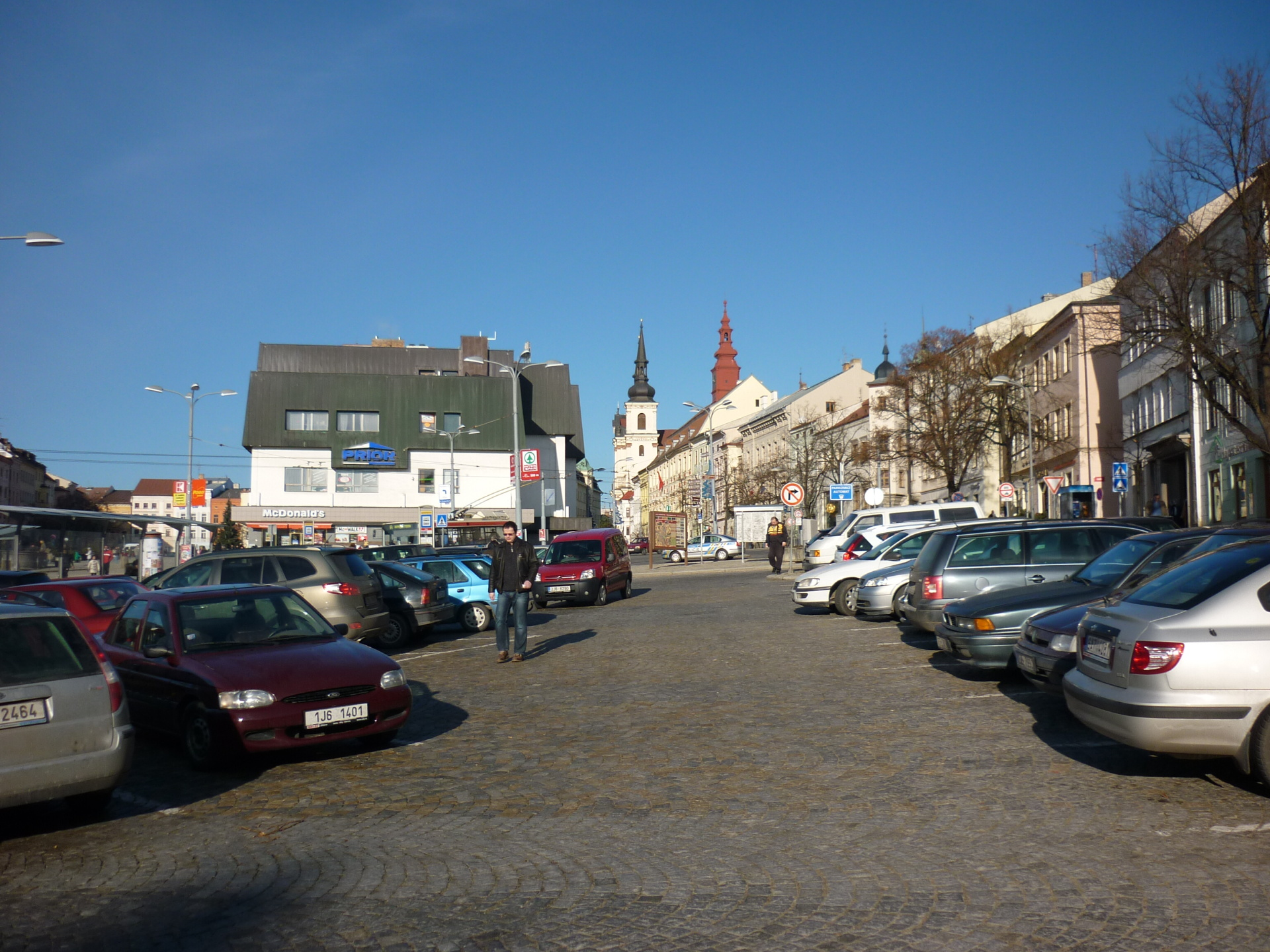
Dolní část Masarykova náměstí
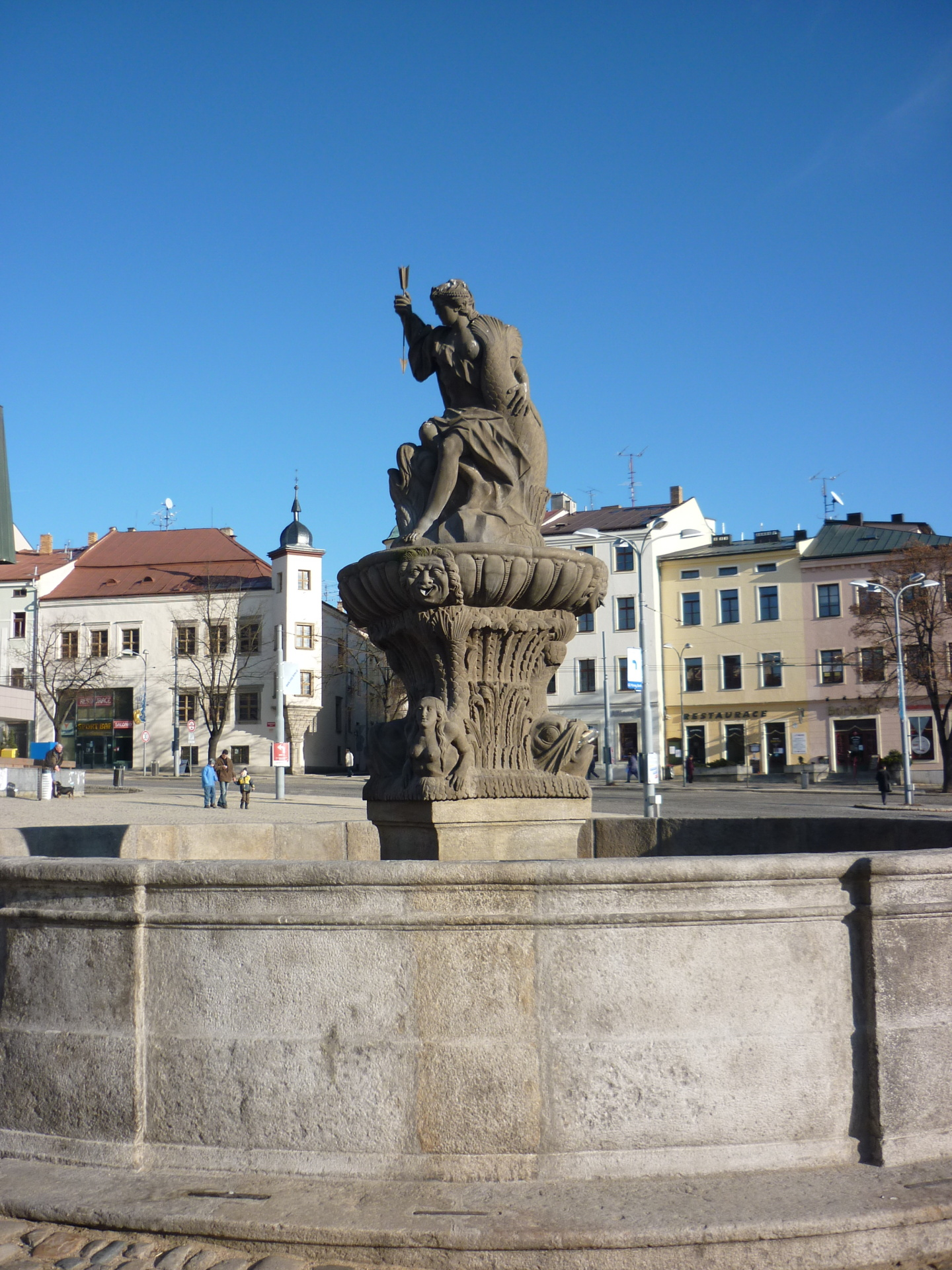
Dolní náměstí – kašna
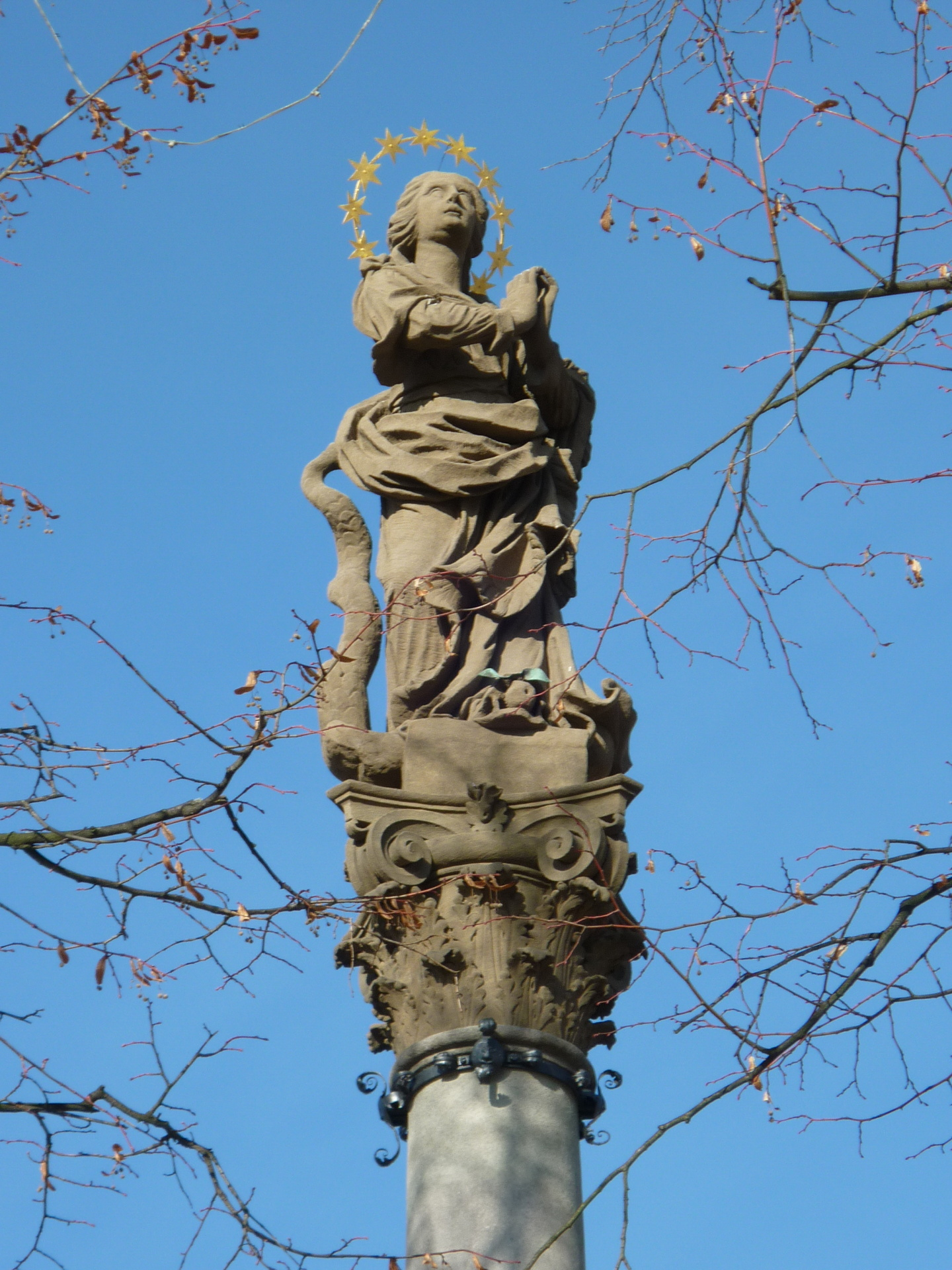
Tzv. Morák – mariánský sloup
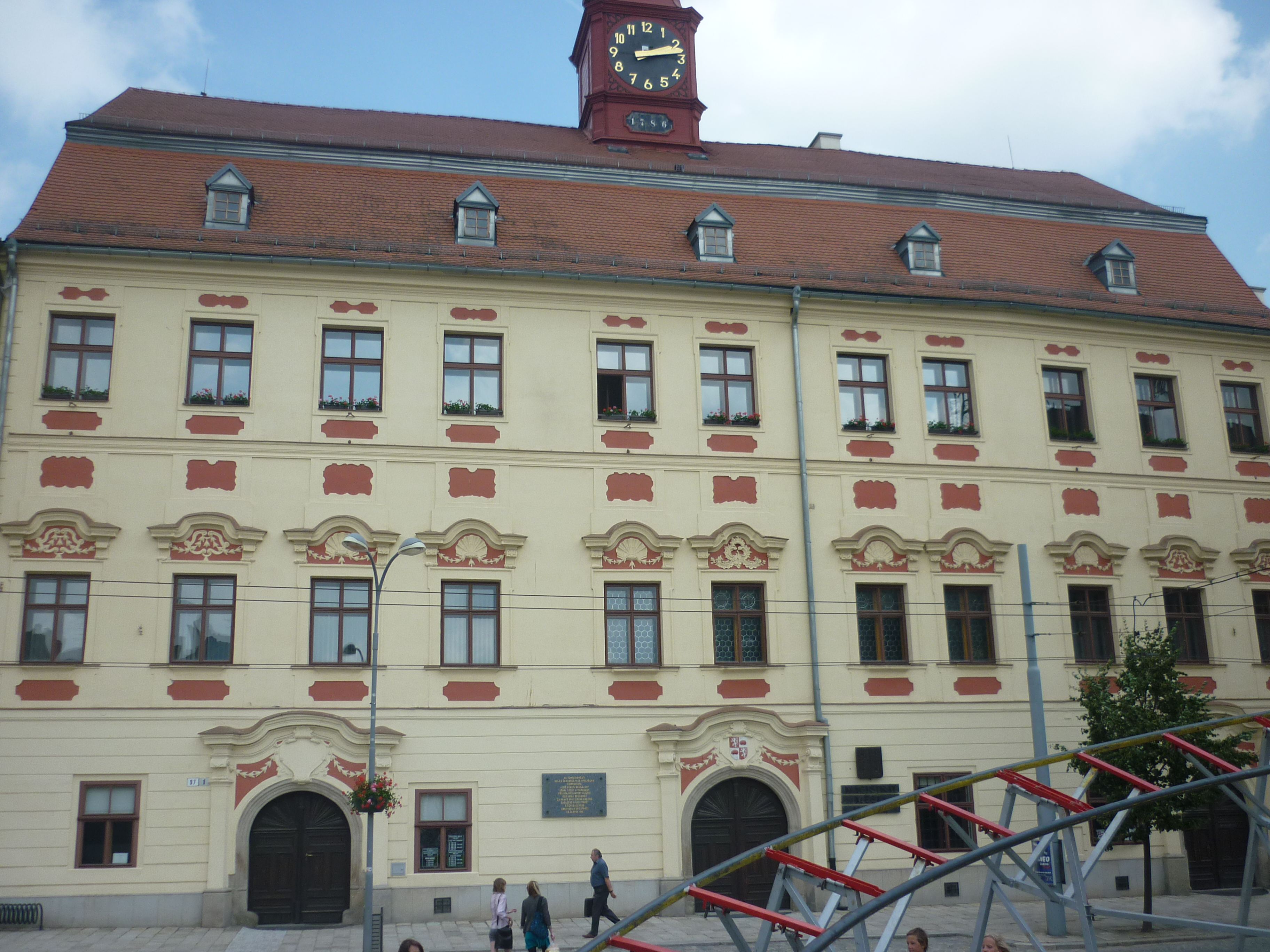
Jihlavská radnice se třemi vchody
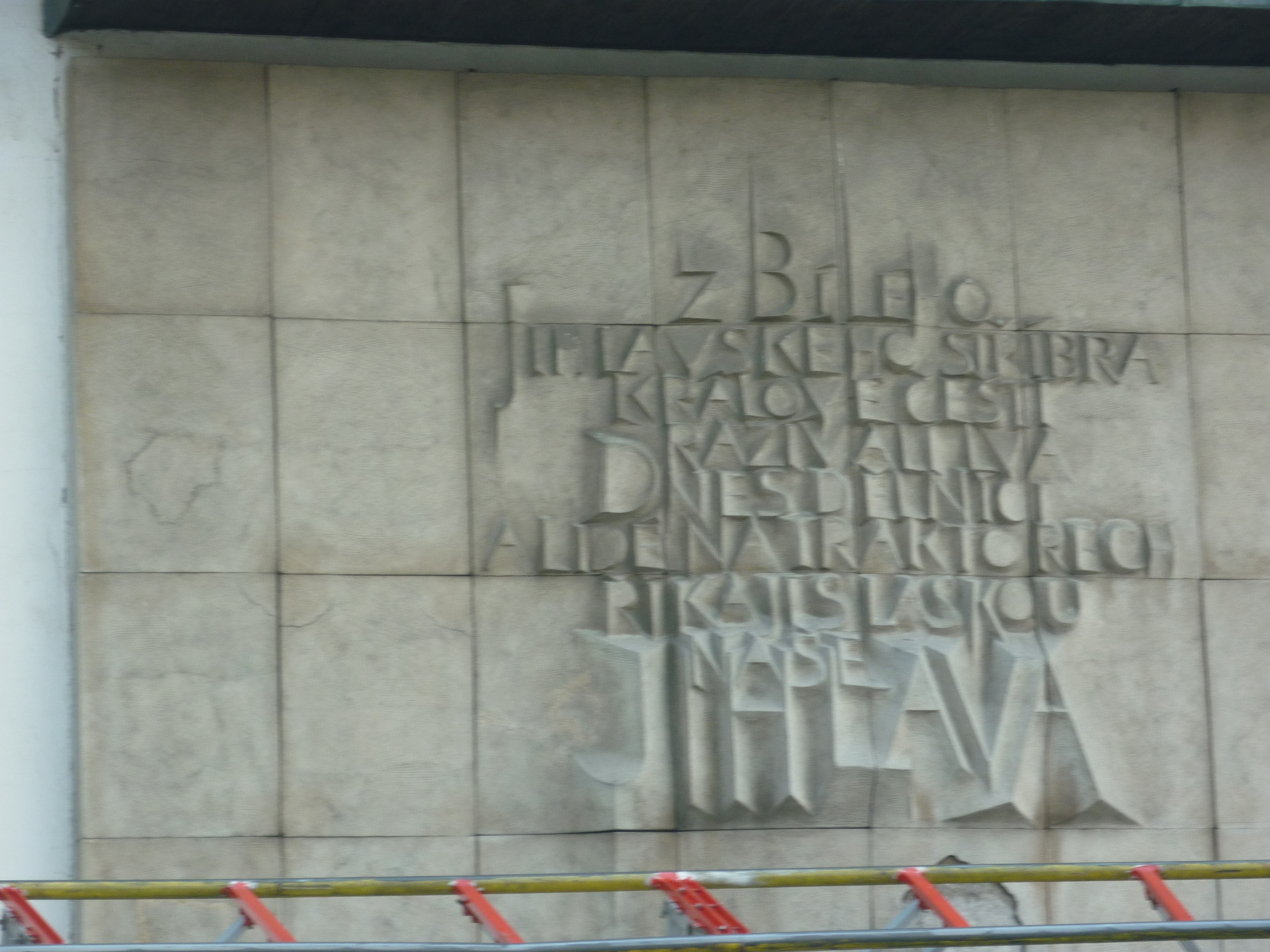
Nápis na jihlavském Prioru
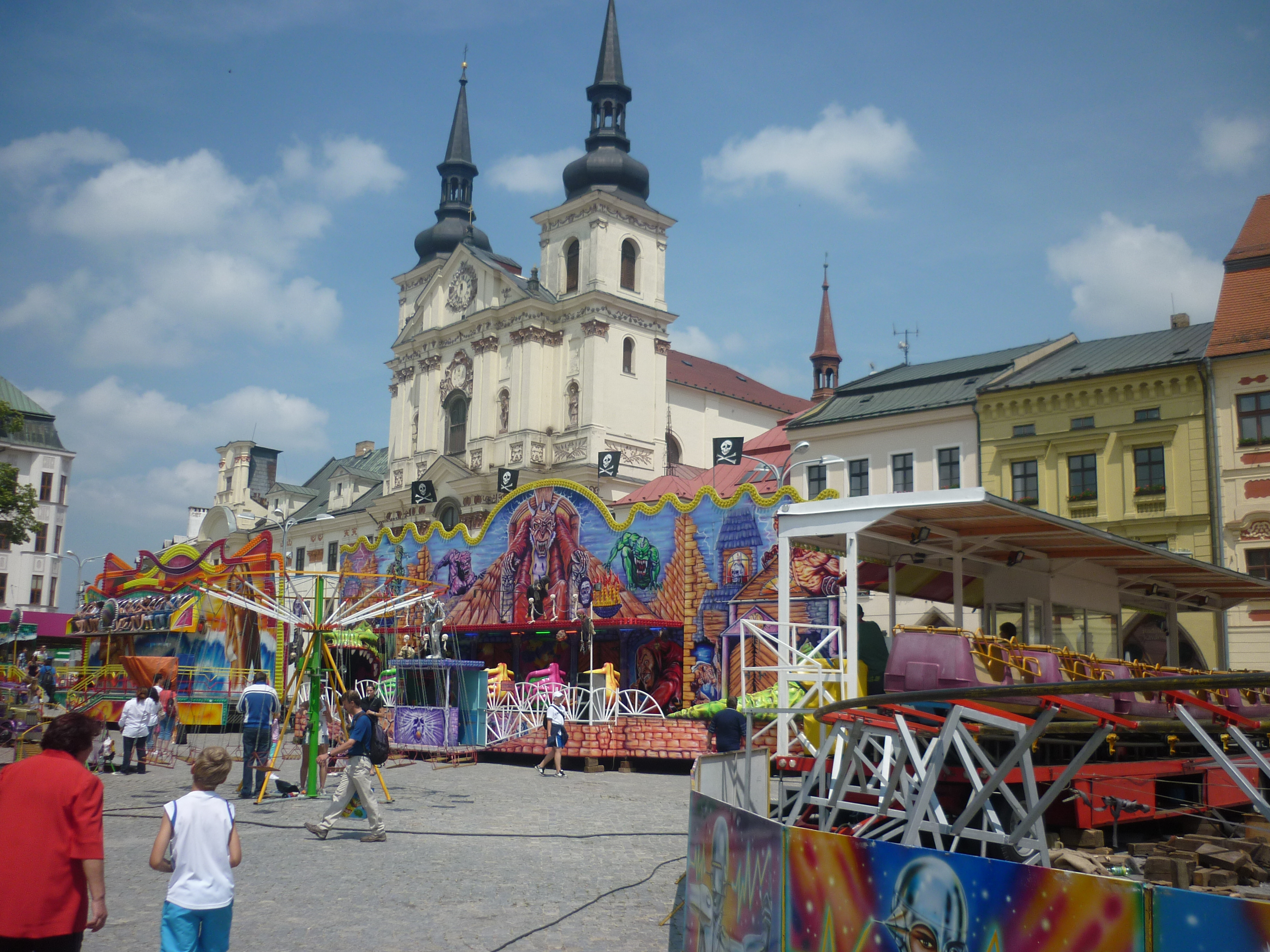
Náměstí o pouti (v pozadí kostel sv. Ignáce z Loyoly)